# Höferspitze
La Höferspitze est une montagne qui s'élève à 2 131 m d'altitude dans les Alpes d'Allgäu en Autriche.